# Jaja Tunong
Jaja Tunong is een bestuurslaag in het regentschap Pidie van de provincie Atjeh, Indonesië. Jaja Tunong telt 387 inwoners (volkstelling 2010).